# جيرمين أندرسون (لاعب كرة قدم)
جيرمين أندرسون (بالإنجليزية: Jermaine Anderson)‏ (22 فبراير 1979 في جامايكا - ) هو لاعب كرة قدم جامايكي في مركز الهجوم. شارك مع منتخب جامايكا لكرة القدم. أما مع النوادي، فقد لعب مع نادي ووتر هاوس ومونتيغو باي يونايتد ‏ وVillage United F.C. ‏ وWadadah F.C. ‏ ونادي أكويلا.

## وصلات خارجية
- جيرمين أندرسون على موقع قاعدة بيانات كرة القدم.إي يو (الإنجليزية)
- جيرمين أندرسون على موقع ناشيونال فوتبول تيمز (الإنجليزية)